# Ben Moore (Astrophysiker)

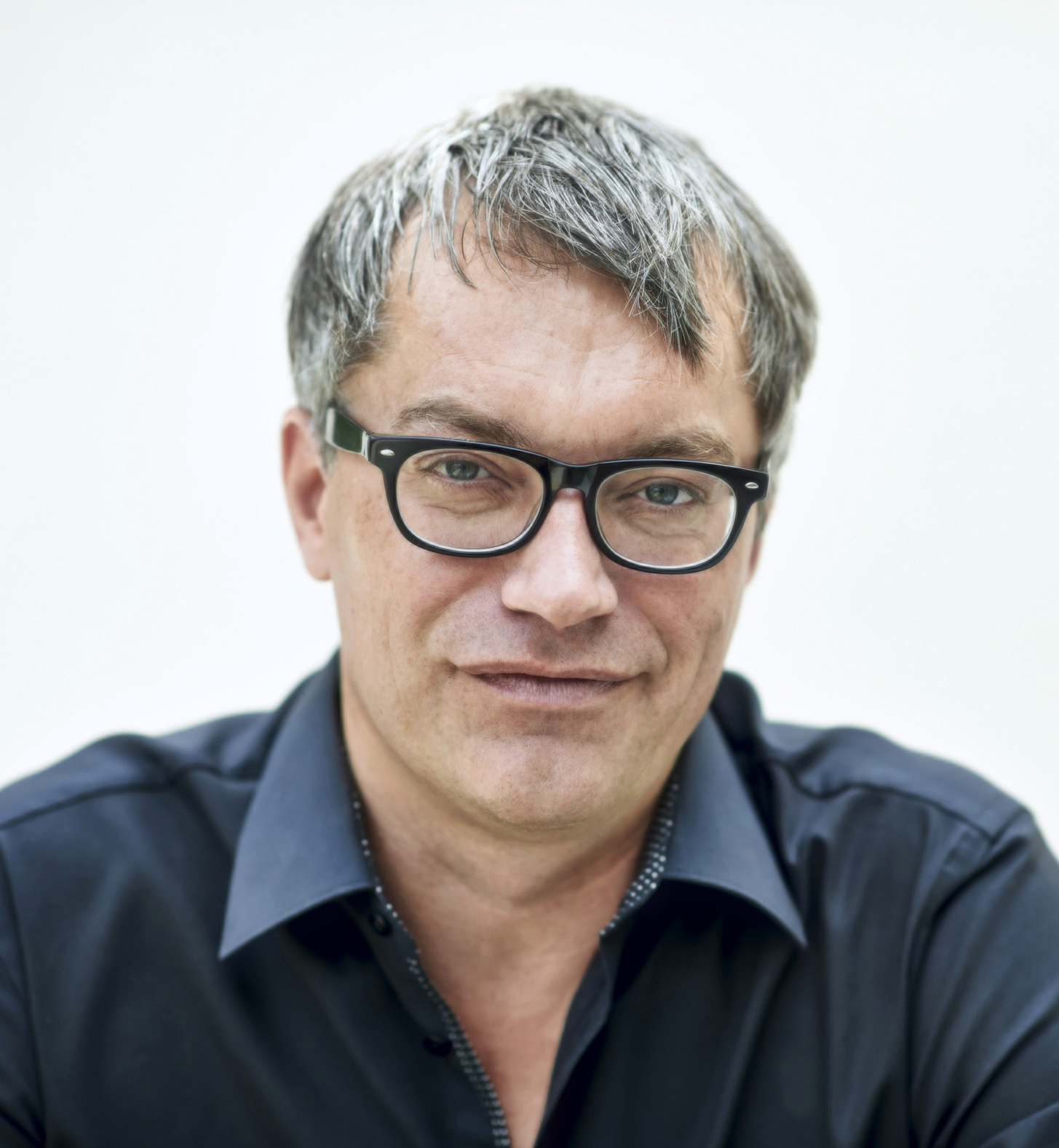
Ben Moore (2014)

Ben Moore  (* 28. Mai 1966 in Falstone, Northumberland, England; Künstlername für seine Band MILK67: Professor Moore) ist ein englischer Professor für Astrophysik und Direktor des Zentrums für Theoretische Astrophysik und Kosmologie an der Universität Zürich sowie Autor und Musiker. Seine Forschungsschwerpunkte sind Kosmologie, Gravitation, Astroteilchenphysik und Planetenentstehung.

## Forschung
Ben Moore promovierte 1991 an der Durham University und verbrachte anschließend mehrere Jahre als wissenschaftlicher Mitarbeiter an der University of California in Berkeley und an der University of Washington in Seattle, bevor er 2002 an die Universität Zürich auf denselben Lehrstuhl berufen wurde, den Albert Einstein von 1909 bis 1911 innehatte. Er und seine Mitarbeiter identifizierten das cuspy halo Problem und das Problem der Zwerggalaxien, die im Paradigma der kalten dunklen Materie fortbestehen. Er formulierte auch einen neuen Mechanismus für die Entstehung von Zwerggalaxien in Galaxienhaufen, den er als galaxy harassment bezeichnete. Mithilfe numerischer Simulationen auf speziell angefertigten Supercomputern stellte er fest, dass Planetensysteme wie Erde und Mond nicht selten sind. Moore und seine Kollegen Sebastian Elser und Joachim Stadel sagten voraus, dass die ersten Strukturen, die sich im Universum bildeten, erdgroße Halos aus dunkler Materie waren, die nur 20 Millionen Jahre nach dem Urknall kollabierten.

## Werke

### Wissenschaftliche Publikationen (Auswahl)
Ben Moore verfasste über 300 wissenschaftliche Artikel über die Entstehung von Planeten und Galaxien sowie über dunkle Materie und dunkle Energie. In seiner Forschung simuliert er das Universum mithilfe von speziell angefertigten Supercomputern.
- S. Elser, M. R. Meyer, B. Moore: On the origin of elemental abundances in the terrestrial planets in: Icarus, Band 221, Ausgabe 2, November–Dezember 2012, S. 859–874, abgerufen am 24. November 2024.
- Alister W. Graham, Lee R. Spitler, Duncan A. Forbes, Thorsten Lisker, Ben Moore, and Joachim Janz: Leda 074886: A Remarkable Rectangular-Looking Galaxy in: The Astrophysical Journal, Band 750, Ausgabe 2, 24. April 2012, abgerufen am 24. November 2024.
- S. Elser, B. Moore, J. Stadel, R. Morishima: How common are Earth–Moon planetary systems? in: Icarus, Band 214, Ausgabe 2, August 2011, Pages 357–365, abgerufen am 24. November 2024.
- Oscar Agertz, Romain Teyssier, Ben Moore: The formation of disc galaxies in a ΛCDM universe in: Monthly Notices of the Royal Astronomical Society, Band 410, 30. Dezember 2010, abgerufen am 24. November 2024.
- Ryuji Morishima, Joachim Stadel, Ben Moore: From planetesimals to terrestrial planets: N-body simulations including the effects of nebular gas and giant planets in: Icarus, Band 207, Ausgabe 2, Juni 2010, S. 517–535, abgerufen am 24. November 2024.
- J. Diemand, M. Kuhlen, P. Madau, M. Zemp, B. Moore, D. Potter, J. Stadel: Clumps and streams in the local dark matter distribution in: Nature, Band 454, Ausgabe 7205, 7. August 2008, S. 735–738, abgerufen am 24. November 2024.
- Ben Moore, Juerg Diemand, Piero Madau, Marcel Zemp, Joachim Stadel: Globular clusters, satellite galaxies and stellar haloes from early dark matter peaks in: Monthly Notices of the Royal Astronomical Society, Band 368, Ausgabe 2, S. 563–570, abgerufen am 24. November 2024.
- Ben Moore, Sebastiano Ghigna, Fabio Governato, George Lake, Thomas Quinn, Joachim Stadel, Paolo Tozzi: Dark Matter Substructure within Galactic Halos in: The Astrophysical Journal, Band 524, S. L19–L22, 13. September 1999, abgerufen am 24. November 2024.
- Ben Moore, Neil Katz, George Lake, Alan Dressler, Augustus Oemler: Galaxy harassment and the evolution of clusters of galaxies in: Nature, Band 379, Ausgabe 6566, S. 613–616, 15. Februar 1996, abgerufen am 24. November 2024.
- J. Diemand, B. Moore, J. Stadel: Earth-mass dark-matter haloes as the first structures in the early Universe in: Nature, Band  433, Ausgabe 7024, S. 389–391, 27. Januar 2005, abgerufen am 24. November 2005.

### Populärwissenschaftliche Publikationen
- Elefanten im All, aus dem Englischen von Friedrich Griese und Monika Niehaus, Kein & Aber Verlag, Zürich 2012, ISBN 978-3-0369-9209-9
- Elephants in Space — The Past, the Present and Future of Life and the Universe, Springer, Berlin 2014. ISBN 978-3-319-05671-5 (Reihe: Astronomers' Universe)
- Da draußen – Leben auf unserem Planeten und anderswo, aus dem Englischen von Katharina Blansjaar, Kein & Aber Verlag, Zürich 2014, ISBN 978-3-0369-9286-0 (niederländische Übersetzung: Hallo daar! De zoektocht naar leven elders in het universum, Nieuw Amsterdam, Amsterdam, 2015, ISBN 978-90-468-1912-8)
- Mond: eine Biografie, aus dem Englischen von Katharina Blansjaar, Kein & Aber Verlag, Zürich 2019, ISBN 978-3-0369-5799-9[8][9]
- Moon: Past, Present & Future, Kindle Edition, 2019
- Sternenstaub. Die Geschichte des Universums in 42 nie verliehenen Nobelpreisen (engl. Unrewarded: the discovery of our universe in 42 Nobel Prizes that were never awarded) aus dem Englischen von Katharina Blansjaar, Kein & Aber Verlag, Zürich 2022, ISBN 978-3-0369-5887-3[10]
- (zusammen mit Katharina Blansjaar) Gibt es auf der dunklen Seite vom Mond Aliens?, Kein und Aber Verlag, Zürich 2017, ISBN 978-3-0369-5762-3

### Artikel
- Einem breiten Publikum wurde Ben Moore als Kolumnist beim Magazin des Tages-Anzeigers bekannt.[11][12][13][14]
- Apokalypse Now? Astronomischer Prüfbericht zum Ende der Welt in: Frankfurter Allgemeine Zeitung vom 21. Dezember 2012, abgerufen am 22. November 2024.
- (zusammen mit Katharina Blansjaar) Wird das Weltall unsere Couch? Aufzeichnungen aus einer Zukunft, die schon begonnen hat in: Du
- Das Universum nach Ben Moore in: UZH Magazin, 3/12, abgerufen am 22. November 2024.
- Jetzt mal ernsthaft – das erste streng wissenschaftliche Horoskop in: NZZ am Sonntag vom 30. Dezember 2012, abgerufen am 22. November 2024.
- Random questions I have answered via email or on my old blog over the past five years (2009–2013), abgerufen am 22. November 2024.

### Musik
Unter seinem Künstlernamen Professor Moore macht er Electro-Rock-Musik. Er spielt Gitarre in der Elektro-Rock-Band Milk67. Für die Zürcher Streetparade 2010 entwickelte er zusammen mit seinen Studenten ein Urknall-Lovemobile. 2014 veröffentlichte er ein Soloalbum mit dem Titel Escape Velocity, welches vom Weltall inspiriert ist., abgerufen am 22. November 2024. Weitere Alben waren Cruising the Milky Way und 2DayIsTheDay.

### Ausstellungen
- The History of the Universe in 24 hours with Ben Moore für die Ausstellung Kosmos: Rätsel der Menschheit vom 12. Dezember 2014 bis 31. Mai 2015 im Museum Rietberg

### Moderationen
- In seiner Science Late Show (Kosmisches Gespräch mit Ben Moore) präsentierte er im Zürcher Club KOSMOS von 2017 bis 2020 die neusten Erkenntnisse aus Forschung und Technik.
- TEDx Talks Zurich, A Conversation with Democritus, YouTube-Video